# Mia Dimšić
Mia Dimšić (Osijek, 7 novembre 1992) è una cantante croata.
Ha rappresentato la Croazia all'Eurovision Song Contest 2022 con il brano Guilty Pleasure.

## Biografia
Mia Dimšić ha avviato la sua carriera musicale nel 2014, quando il gruppo folk Džentlmeni l'ha invitata a partecipare alla propria tournée nordamericana. Il singolo di debutto della cantante, Budi mi blizu, è uscito nell'autunno del 2015 ed è stato seguito da un'altra serie di singoli che le hanno permesso di acquisire notorietà a livello nazionale. Due di questi, Bezimeni e Sunce, oblak, vjetar, hanno raggiunto la vetta della classifica radiofonica croata.
Nel marzo del 2017 è stato pubblicato l'album Život nije siv, che è entrato direttamente all'apice della Top Lista e ha finito per venire certificato disco d'oro dalla Hrvatska diskografska udruga. La title track ha fruttato alla cantante il suo primo premio Porin, il principale riconoscimento musicale croato, per il miglior video musicale, nella cerimonia del 2017; l'anno successivo ha vinto altri quattro premi, fra cui quello per l'album dell'anno e per la canzone dell'anno (Bezimeni).
Nel novembre successivo Mia Dimšić ha pubblicato l'album natalizio Božićno jutro, contenente il terzo singolo numero uno della sua carriera, Cimet i čaj. Il disco ha raggiunto il 2º posto nella classifica nazionale.
Mia Dimšić ha pubblicato il suo terzo album e secondo disco numero uno Sretan put nel dicembre del 2019, promosso da una serie di singoli usciti nel corso dell'anno, tre dei quali (Ovaj grad, Cesta do sna e Sva blaga ovog svijeta) hanno raggiunto il primo posto. L'LP è stato quello più venduto da un artista croato del 2020.
Nel dicembre del 2021 è stata confermata la partecipazione della cantante alla 23ª edizione di Dora, festival musicale utilizzato per selezionare il rappresentante della Croazia all'Eurovision Song Contest, dove ha presentato l'inedito in lingua inglese Guilty Pleasure. È risultata vincitrice sia del voto della giuria che di quello del pubblico, diventando di diritto la rappresentante eurovisiva croata a Torino. Nel maggio successivo Mia Dimšić si è esibita durante la prima semifinale della manifestazione europea, dove si è piazzata all'11º posto su 17 partecipanti con 75 punti totalizzati, non riuscendo a qualificarsi per la finale.

## Discografia

### Album in studio
- 2017 – Život nije siv
- 2017 – Božićno jutro
- 2019 – Sretan put
- 2023 – Monologue
- 2024 – Društvena pravila

### Singoli
- 2015 – Budi mi blizu
- 2015 – Slobodna
- 2016 – Život nije siv
- 2016 – Sanjaj me
- 2017 – Bezimeni
- 2017 – Sve sam znala i prije (con Lorenzo)
- 2017 – Sunce, oblak, vjetar
- 2017 – Kiša
- 2017 – Cimet i čaj
- 2018 – Do posljednjeg retka
- 2018 – Snježna ulica
- 2019 – Ovaj grad
- 2019 – Cesta do sna
- 2019 – Sva blaga ovog svijeta (con Marko Tolja)
- 2019 – Pomiče se sat
- 2020 – Gledaj me u oči (con The Frajle)
- 2020 – Up & Down
- 2020 – Unatrag
- 2021 – Pomalo slučajno
- 2021 – Neki novi ljudi
- 2022 – Guilty Pleasure
- 2022 – Stuck on You
- 2022 – Sunce moje
- 2023 – Stranac kojeg znam/Airplane Hearts
- 2023 – Ajmo u đir (con Neno Belan)
- 2023 – Questions in the Air
- 2023 – Bejbe
- 2024 – Uzalud ti sve (feat. Doris Kosović)
- 2024 – U tvojim rukama